# Stor-Råtjärnen, Hälsingland
Stor-Råtjärnen är en sjö i Härjedalens kommun i Hälsingland och ingår i Ljungans huvudavrinningsområde. Sjön har en area på 0,0928 kvadratkilometer och ligger 345,2 meter över havet. Sjön avvattnas av vattendraget Råbäcken.

## Delavrinningsområde
Stor-Råtjärnen ingår i det delavrinningsområde (690687-147009) som SMHI kallar för Mynnar i 690485-146938. Medelhöjden är 357 meter över havet och ytan är 9,21 kvadratkilometer. Det finns inga avrinningsområden uppströms utan avrinningsområdet är högsta punkten. Råbäcken som avvattnar avrinningsområdet har biflödesordning 4, vilket innebär att vattnet flödar genom totalt 4 vattendrag innan det når havet efter 179 kilometer. Avrinningsområdet består mestadels av skog (85 procent). Avrinningsområdet har 0,09 kvadratkilometer vattenytor vilket ger det en sjöprocent på 1 procent.